# Коган Мойсей Герцевич
Мойше Коган (фр. Moïse Kogan, нім. Moissey Kogan; 1879, Оргіїв — 1943, Освенцим) — скульптор та графік.

## Біографія

### Ранні роки
Отримав початкову традиційну єврейську освіту; потім родина переїхала до Кишинева, де хлопчик закінчив гімназію. З 1897 року вивчав хімію у Одесі, а у 1903 році разом з братом поїхав до Мюнхена, де досить швидко заприятелював з Василем Кандинським та Олексієм Яленським.

### Художнє навчання
В Мюнхенській Академії мистецтв вивчав гліптику, гончарне ремесло, різьблення по дереву та каменю, підробляв малюнки для вишивок та тканин. Перші три бронзові рельєфи Моше Когана експонувались на виставці Берлінського та Мюнхенського сецесіонів на осінньому салоні 1908 року, де на них звернули увагу Огюст Роден та Арістид Майоль.

### Участь у виставках та салонах
Після Берлінського сецессіону навесні 1909 року, де експонувались дев'ять плакет Когана, його взяв під свою опіку син банкіра з Хагена Карл Ернст Остхаус (1874—1921). У тому ж році Моше Коган став учасником «Нового об'єднання художників» (Neue Künstlervereinigung München), організованого Кандинським, а в 1911 році увійшов до складу мистецької групи «Синій вершник». Організаторами "Нового мюнхенського об'єднання (22 січня 1909—1912) виступили: Маріанна Верьовкіна, Василь Кандинський, Олексій Явленський, Габріель Мюнтер, Адольф Эрбслох, Олександр Канольдт, Альфред Кубін, Генріх Шнабель, Оскар Витгенштейн; його очолив В. Кандинський. Протягом року до об'єднання приєнались Пауль Баум, Володимир Бехтеєв, Ерма Баррера-Боссі, Карл Хофер, Мойсей Коган та Олександр Сахаров. В 1911 році Моше Коган залишив це об'єднання.
У 1909 та у 1911 рр. Скульптор взяв участь у Першому та Другому салонах В. А. Іздебського (1882—1965), деякий час викладав у Гамбурзькій школі мистецтв та ремесел, потім оселився в Хагені, де його опікун Остхаус планував відкрити для нього майстерню. Проте ці плани не відбулись, і у 1910 р. М. Коган перебрався у Париж (опікунство Остхауса, проте, продовжувалось до 1915 року).

### В Парижі
Тут він оселився у знаменитому «Вулику» — будинку № 2 у Данцигському провулку, де розташувались понад 140 художніх ательє, де вже працювали Марк Шагал, Фернан Леже, Анрі Лоран, Олександр Архипенко, Амедео Модільяні, Жак Ліпшиц, Хайм Сутін.
Займався переважно скульптурою: оголеною натурою та торсами з дерева та теракоти, бронзовими статуетками, а також гравюрами на дереві та лінолеумі, та літографією.
Брав участь у виставках в мюнхенській галерії Г. Гольца, щорічному Паризькому салоні, у групових виставках у Мюнхені, Веймарі, Кельні, Хагені, Дрездені, у Берлінському сецесіоні (1909, 1911, 1912, 1926) тощо. Протягом 1910—1915 років розробив власну методику створення скульптури. У 1922 році берлінська галерея Альфреда Флехтгайма (Galerie Alfred Flechtheim) видала серію гравюр Когана на дереві, — дванадцять ілюстрацій до поемі його друга, письменника та мистецтвознавця Карла Вітта «Ізо» (Karl With, «Jizo»), бібліофільським, дуже обмеженим накладом. У 1925 р. Моше Коган був обраний віце-президентом Осіннього салону в Парижі у відділі скульптури. В 1928 році твори Моше Когана демонструвались в російському відділі виставки «Сучасне мистецтво Європи» у Гамбурзі. У 1930-х роках він викладав у Новій школі мистецтв Поля Сітроєна (1896—1983) в Амстердамі.

### Смерть в концтаборі Освенцим
У лютому 1942 року Коган був схоплений фашистами та переправлений в табір у Дрансі; 3 березня цього ж року загинув в газовій камері концентраційного табору Освенцім.

### Посмертні виставки
Посмертна виставка творів Моше Когана, організована відомим мистецтвознавцем Джоном Руалдом (John Rewald, 1912—1994), відбулась у 1955 році у парижській галереї Зак на 16 Rue de l'Abbaye; друга відбулась у 1964 році в Дюссельдорфі (організована другом скульптра, Карлом Віттом (1891—1980). До сторічного ювілею скульптора відбуалась його виставка у 1979 році у Нідерландах.
Брат Мойсея Когана — Шнеєр Герцевич Коган (1875—1940) — також художник, засновник та професор Кишиневської школи живопису (згодом Вища школа пластичних мистецтв).